# Tko to tamo pjeva
"Tko to tamo pjeva" (srp. “Ko to tamo peva”/ "Ко то тамо пева") je srpska komedija iz 1980. koju je režirao Slobodan Šijan. Film ima višeslojnu priču o tragikomičnim nezgodama putnika u jednom dotrajalom autobusu koji iz provincije vozi prema Beogradu, u kojoj se skriva alegorija o malograđanskom licemjerju, te o raspadu Kraljevine Jugoslavije u osvit Drugog svjetskog rata. “Ko to tamo peva” je s vremenom stekao kultnu reputaciju te se danas smatra jednim od najboljih srpskih filmova svih vremena.

## Radnja
Kraljevina Jugoslavija, 5. travnja 1941., dan prije nacističkog bombardiranja Beograda. U uvodu dva Roma pjevaju kako bi željela da je „cijeli život samo san“ i onda odlaze u selo gdje se nalazi autobusna postaja. Na neuglednoj postaji, koja više izgleda kao dvorište jedne farme, se nalaze: budući pjevač šlagera (bez sluha), ugledni gospodin Brka, tuberkulozni bolesnik, ratni veteran i nespretni lovac koji čekaju na autobus koji bi ih trebao odvesti do Beograda, a svatko od njih ima neodgodive i važne razloge za taj put. Autobus, s dodatnom opremom kao što je odjeljak za svinje i peć na drva, konačno se pojavi te putnici ulaze. Vozač je pomalo retardirani Miško koji sa svojim ocem kondukterom čini firmu Krstić. No, iako Krstić zahtijeva stegu i red ("Kome se žuri nek ide peške!"), i sam ih se povremeno ne drži; skrene s puta kako bi na jednoj farmi kupio dvije manje svinje, izbaci lovca zbog opaljenja njegove sačmarice, a na drugoj stanici pokupi upravo vjenčani par. 
Pjevač se zaljubi u mladu suprugu koja čezne za bijegom iz provincije, dok je mladoženja tek golobradi mladić. Autobus naiđe na vojnu barikadu pa mora nastaviti put preko polja jednog starca koji ultimativno zahtijeva da mu plate "prelaz preko oranja". Krstići to odbiju ("Eee, to neće moći!"), a ovaj pozove svoju 'djecu' (četvorica dvometraša) koji im probuše gumu, te ih prisile na plaćanje. Dok se mijenja guma, putnici ostanu neko vrijeme na sprovodu, a kada stignu do klimavog mosta odluče ponovno promijeniti rutu (s mosta je spao Brka koji je sve uvjeravao da je siguran, ali je kasnije izronio iz rijeke). Pojavi se i vojska koja unovači Miška usprkos očevu protivljenju. Nakon zakuske i noći provedene na otvorenom Krstić senior preuzima upravljač i kada autobus konačno ujutro stigne u Beograd, putnici nepravedno optuže dvojicu Roma za krađu novčanika ratnog veterana (ne znajući da ga je sam izgubio). Upravo tada Nijemci bombardiraju grad, bomba padne u neposrednoj blizini autobusa i svi pogibaju osim dvojice Roma koji tužno (s izmijenjenim riječima) otpjevaju uvodnu pjesmu.

## Filmska ekipa
- Slobodan Šijan, redatelj

- Pavle Vuisić kao Kondukter Krstić
- Dragan Nikolić kao Pjevač
- Danilo Stojković kao Brka
- Aleksandar Berček kao Miško
- Slavko Štimac kao Mladoženja
- Neda Arnerić kao Mlada supruga
- Taško Načić kao Lovac
- Milivoje "Mića" Tomić kao Aleksa Simić

## Nagrade
- Osvojena nagrada Montrealovog filmskog festivala (Posebna nagrada žirija, nagrada ekumenskog žirija).
- Pula - Zlatna arena za sporednu ulogu (Aleksandar Berček).

## Zanimljivosti
- 1996. su članovi Jugoslavenske akademije filma i umjetnosti proglasili ovaj film najboljim srpskim filmom snimljenom u razdoblju od 1947. do 1995.[1]
- Goran Paskaljević je prvi bio u planu za redatelja filma.
- Film je sniman u Deliblatskoj peščari.
- U filmu na zadnjem sjedištu autobusa se pojavljuje žena obučena u crno. Nije potpisana na špici. Slobodan Šijan je kasnije objasnio da su ženu našli usput i da je stalno sjedila u autobusu, ali se zbog lošeg osvjetljenja nije vidjela u svim scenama.
- Autobus koji je korišten za snimanje, već se koristio u filmu Živojina Pavlovića “Doviđenja u sledećem ratu” (1980.).
- U prvotnom scenariju filma zbog završne scene bombardiranja Beograda su divlje životinje trebale pobjeći iz zoološkog vrta. No, ta scena nikada nije snimljena zbog razdoblja tuge nakon Titove smrti. Ipak, na kraju je ipak uključena u film “Underground” Emira Kusturice.

## Glazba
Uvodnu pjesmu koja predstavlja i glavnu temu filma izveli su Miodrag i Nenad Kostić (harmonika i drombulje), te "odglumili" likove dvojice Roma.
Tekst uvodne pjesme:
"Sviće zora u subotu
dan doleće iz daljine
siromasi ovog kraja
čekaju da sunce sine
Za Beograd,  firmom Krstić
upravo se narod sprema
sve razloge za put ima
samo sreće valjda nema
nema joooj
Nesrećnik sam od malena
od sve muke pesme pevam
voleo bih majko mila
da sve ovo samo snevam
joooj..."

## Kritike
Povodom izdanja filma na DVD-u u travnju 2007., Dean Šoša, kritičar Nacionala, je u svojoj recenziji dao filmu ocjenu 5: "Kiosk-izdanje čuvenog filma "Ko to tamo peva" ne sadrži dodatne priloge, no može se pohvaliti vrlo pristojnima slikom i zvukom, pa sve mutne piratske kopije koje ste prethodno nabavljali možete baciti u smeće. O filmu se nema puno toga reći osim da je riječ o mudrom, neviđeno slojevitom, stilski savršenom i urnebesno zabavnom remek-djelu, koje se doslovno može gledati stotinu puta. Iako još globalno nepoznat, pa ga tako 2002. godine tek jedan filmolog spominje u tradicionalnom odabiru 10 najboljih filmova "Sight and Sounda", a IMDb nudi samo jedan link na njegovu recenziju, Šijanov prvijenac jednak je međašima svjetske kinematografije, baš kao i njegov autor bilo kojem svjetskom klasiku, pa makar snimio samo četiri uspjela ostvarenja."

## Vanjske poveznice
- Tko to tamo pjeva na Internet Movie Database
- Recenzija na New Yok Timesu Arhivirana inačica izvorne stranice od 10. svibnja 2007. (Wayback Machine)